# وادي قديد
وادي قديد أحد أودية منطقة مكة المكرمة يقع في محافظة خليص ويبلغ طوله 150 كم.

## الموقع وعدد السكان والمساحة
يقع وادي قديد في محافظة خليص التابعة لمنطقة مكة المكرمة وهو أحد مراكزها الإدارية ويقع إلى الشمال الشرقي منها ويبعد عن مكة المكرمة 150 كم، وتبلغ مساحة وادي قديد 1632.05 كم 2، ويقدر عدد سكانه بنحو 9111 نسمة تقريبا (وفقا للتعداد العام لعام 2004)، ويتكون من 50 قرية وهجرة ومسمى سكاني، أشهرها قرية المندسة (المشوية سابقاً) قرية الظبية والجمعة (البحول سابقاً)، قرية البخترية، قرية دوقة، قرية البريكة، قرية ملح الشمالي والجنوبي.

## نبذة
قديد وادٍ من أودية الحجاز الخصبة التي كانت تشتهر بكثرة العيون والمزارع فيه 25 عيناً اندثر بعضها. يأخذ أعلى مساقط مياهه من حرة ذرة، ثم ينحدر غرباً بين واديي الأخرم جنوباً ودوران شمالاً، وكلاهما يقصر عنه، فيسمى قسمه العلوي وادي ستارة حتى إذا وصل إلى البحول وهو سوق قديد الرئيسي سمي الوادي قُديداً حتى يدفع في البحرعند بلدة القضيمة، ويبلغ طوله قرابة 150 كيلاً، نصفه وادي ستارة ونصفه قُدَيد. ويحف بقديد من الشمال القديدية حرة نسبت إلى الوادي كان اسمها المشلل، يمر سيل قديد على 130 كيلاً شمال مكة. ويقطع طريق مكة – المدينة القديم، عبر جسر يبعد بنحو 13 كم عن بلدة البريكة التي تعد أكبر بلدة عامرة في حوضه الأدنى، ويمر هذا الطريق عبر سهل مترامي الأطراف يغلب عليه طابع الاستواء. وتجمع كتب السيرة النبوية على أن سهيل بن عمرو قد نحر لجيش المشركين عشراً من الإبل في هذا المكان.

## أصل التسمية وصحيحها
قديد تصغير القد من قولهم قددت الجلد أو من القد بالكسر، وهو جلد السخلة أو يكون تصغير القدد من قول تعالى طرائق قددا وهي الفرق، وسئل كثير فقيل له لما سمي قديد قديدا ففكر ساعة ثم قال ذهب سيله قددا، وقديد اسم موضع قرب مكة قال ابن الكلبي لما رجع تبع من المدينة بعد حربه لأهلها نزل قديدا فهبت ريح قدت خيم أصحابه فسمي قديدا.
وينسب إلى قديد حزام بن هشام بن حبيش بن خالد بن الأشعر الخزاعي القديدي من أهل الرقم بادية الحجاز روى عن أبيه وأخيه عبد الله بن هشام وعمر بن عبد العزيز ووفد عليه مع أخيه. روى عنه عبد الله بن إدريس والقعنبي عبد الله بن مسلمة ومحرز بن مهدي القديدي وأيوب بن الحكم إمام مسجد قديد ووكيع أبو سعيد مولى بني هشام والواقدي ويسرة بن صفوان ويحيى بن يحيى النيسابوري وغيرهم وكان ثقة.
و القُدَيْدُ : اسم ماء بعينه. وفي الصحاح : وقُدَيْدٌ ماءٌ بالحجاز وهو مصغر وورد ذكره في الحديث. قال ابن الأَثير: هو موضع بين مكة والمدينة. وقال عنه ابن سيده: وقُدَيدٌ موضع وبعضهم لا يصرفه يجعله اسماً للبقعة ومنه قول عيسى بن جهمة بني ليث من قبيلة كنانة وذكرَه قيس بن ذريح فقال: كان رجلاً منا وكان ظريفاً شاعراً وكان يكون بمكة ودونها من قُدَيْد وسَرف وحول مكة في بواديها كلها. وقُدَيْدٌ فرس عَبْس بنِ جدّان. *
قال قيس بن ذريح :
```
             فَغَيْقَةُ فالأَخْيافُ أَخْيافُ ظَبْيةٍ
```

```
             بها مِنْ لُبَيْنَى مَخْرَفٌ ومَرابعُ
```

```
           فسراوع فوادي قديد فالتلاع الدوافع
```

## مرور النبي صلى الله عليه وسلم بوادي قديد
في الطريق إلى المدينة مر النبي صلى الله علية وسلم بأم معبد اسمها عاتكة بنت كعب الخزاعية في وادي قديد حيث مساكن خزاعة، وهي أخت خنيس بن خالد الخزاعي الذي روى قصتها، وهي قصة تناقلها الرواة وأصحاب السير، وقال عنها ابن كثير في البداية والنهاية: «وقصتها مشهورة مروية من طرق يشد بعضها بعضا».
فعن خالد بن خنيس الخزاعي صاحب رسول الله صلى الله علية وسلم : «أن رسول الله صلى الله علية وسلم حين خرج من مكة، وخرج منها مهاجراً إلى المدينة، هو وأبو بكر رضي الله عنة ومولى أبي بكر عامر بن فهيرة رضي الله عنة ودليلهما الدؤلي من قبيلة كنانة عبد الله بن أريقط، مروا على خيمتي أم معبد الخزاعية، وكانت برزة (كبيرة في السن لا تحتجب) جلدة (قوية وعاقلة) تحتبي (تجلس) بفناء القبة ثم تسقي وتطعم، فسألوهما لحماً وتمراً، ليشتروه منها، فلم يصيبوا عندها شيئاً من ذلك، وكان القوم مُرْمِلين (نفد زادهم) مسنتين (داخلين في أسنة وهى المجاعة) فنظر رسول الله صلى الله علية وسلم إلى شاة في كسر الخيمة (أي جانب الخيمة)
فقال: «ما هذه الشاة يا أم معبد؟» قالت: خلفها الجهد عن الغنم، قال: «فهل بها من لبن؟» قالت: هي أجهد من ذلك، قال: «أتأذنين أن أحلبها؟» قالت: بلى بأبي أنت وأمي، نعم، إن رأيت بها حلباً فاحلبها.
فدعا بها رسول الله صلى الله علية وسلم فمسح بيده ضرعها، وسمي الله عز وجل، ودعا لها في شاتها، فتفاجت (فتحت ما بين رجليها للحلب) عليه، ودرت واجترت ودعا بإناء يُرْبِض (يسقيهم) الرهط، فحلب فيها ثجا (لبنا كثيرا سائلا) حتى علاه البهاء ثم سقاها حتى رويت، وسقى أصحابه حتى رووا، وشرب آخرهم صلى الله عليه وسلم ثم أراضوا (ارتوا)، ثم حلب فيها ثانياً بعد بدء حتى ملأ الإناء، ثم غادره عندها، ثم بايعها، وارتحلوا عنها.
فقلما لبثت حتى جاء زوجها أبو معبد يسوق أعنزا عجافا يتساوكن هُزلا (يتمايلن) ضحى، فلما رأى أبو معبد اللبن عجب، وقال: من أين لك هذا اللبن يا أم معبد، والشاة عازب حيال (لا تحمل) ولا حلوبة في البيت؟
قالت: لا والله، إلا أنه مر بنا رجل مبارك، من حاله كذا وكذا، قال: صفيه لي يا أم معبد.
قالت: رأيت رجلا ظاهر الوضاءة (الجمال)،
أبلج الوجه (مضيء)
حسن الخلق، لم تعبه نحلة (ليس نحيل)
ولا تزر به صعلة (صغر الرأس)
وسيم، في عينيه دعج (شديد السواد شديد البياض).
وفي أشفاره وطف (طول الرموش).
وفي صوته صهل (ليس حاد الصوت)
وفي عنقه سطع (طول العنق)
وفي لحيته كثاثة، (أي لحيته كثيفة).
أزج (دقيق شعر الحاجبين مع طولهما)،
أقرن (متصل ما بين حاجبيه من الشعر)،
إن صمت فعليه الوقار، وإن تكلم سما (علا برأسه أو بيده وارتفع) وعلاه البهاء.
أجمل الناس وأبهاه من بعيد، وأحلاه وأحسنه من قريب، حلو المنطق،
فصل لا هذر ولا نزر (لا كثير الكلام ولا قليله)،
كأن منطقه خرزات نظم يتحدرن،
ربع (ليس بالطويل وليس بالقصير) لا يأس من طول ولا تقتحمه العين من قصر غصن بين غصنين، فهو انظر الثلاثة منظراً، وأحسنهم قدراً، له رفقاء يحفون به، إن قال استمعوا لقوله، وإن أمر تبادروا إلى أمره، محفود(مخدوم)، محشود(يجتمع الناس حوله)، لا عابس ولا مُفنَّد (ليس منسوب إلى قلة العقل).
قال أبو معبد: هو والله صاحب قريش الذي ذكر لنا من أمره ما ذكر بمكة، ولقد هممت أن أصحبه، ولأفعلن إن وجدت إلى ذلك سبيلاً.
وقد روي أنها كثرت غنمها، ونمت حتى جلبت منها جلباً إلى المدينة، فمر أبو بكر، فرآه ابنها فعرفه، فقال: يا أمه هذا الرجل الذي كان مع المبارك، فقامت إليه فقالت: يا عبد الله من الرجل الذي كان معك؟ قال: أو ما تدرين من هو؟ قالت: لا، قال: هو نبي الله، فأدخلها عليه، فأطعمها رسول الله وأعطاها. وفي رواية: فانطلقت معي وأهدت لرسول الله شيئاً من أقط ومتاع الأعراب، فكساها وأعطاها، قال: ولا أعلمه إلا قال: وأسلمت، وذُكر أنها هاجرت هي وزوجها وأسلم أخوها خنيس واستشهد يوم الفتح.

## التقاء سراقة بن مالك بالرسول وأبي بكر الصديق بوادي قديد
لما أيس المشركون من الإمساك بالرسول صلى الله علية وسلم وصاحبه الصديق جعلوا لمن جاء فيهما دية كل واحد منهما لمن يأتي بهما أو بأحدهما فجد الناس في الطلب والله غالب على أمره
فلما مروا بحي مدلج مصعدين من قديد بصر بهم رجل فوقف على الحي فقال: لقد رأيت آنفا أسودة ما أراها إلا محمدا وأصحابه، ففطن بالأمر سراقة بن مالك فأراد أن يكون الظفر له وقد سبق له من الظفر ما لم يكن في حسابه فقال: بل هما فلان وفلان خرجا في طلب حاجة لهما ثم مكث قليلا ثم قام فدخل خباءه وقال لجاريته : اخرجي بالفرس من وراء الخباء وموعدك وراء الأكمة ثم أخذ رمحه وخفض عاليه يخط به الأرض حتى ركب فرسه فلما قرب منهم وسمع قراءة النبي - وأبو بكر يكثر الالتفات ورسول الله لا يلتفت - قال أبو بكر : يا رسول الله ! هذا سراقة بن مالك قد رهقنا فدعا عليه رسول الله فساخت يدا فرسه في الأرض فقال : قد علمت أن الذي أصابني بدعائكما فادعوا الله لي ولكما أن أرد الناس عنكما فدعا له رسول الله فخلصت يدا فرسه فانطلق وسأل رسول الله : أن يكتب له كتابا فكتب له أبو بكر بأمره في أديم وكان الكتاب معه إلى يوم فتح مكة فجاء به فوفى له رسول الله
فرجع فوجد الناس في الطلب فجعل يقول : قد استبرأت لكم الخبر وقد كفيتم ها هنا فكان أول النهار جاهدا عليهما وكان آخره حارسا لهما.*

## بعض الأحاديث للرسول صلى الله علية وسلم والتي ورد فيها ذكر وادي قديد
- حديث ضرس الكافر مثل أحد ومقعده من النار كما بين قديد ومكة:

حدثنا عبد الله حدثني أبي ثنا أبو النضر ثنا عبد الرحمن يعنى بن عبد الله بن دينار عن زيد بن أسلم عن عطاء بن يسار عن أبي هريرة قال قال رسول الله : ضرس الكافر مثل أحد وفخذه مثل البيضاء ومقعده من النار كما بين قديد ومكة وكثافة جلده اثنان وأربعون ذراعا بذراع الجبار. تعليق شعيب الأرنؤوط : إسناده ضعيف محتمل للتحسين*
- حديث يدخل من أمتي سبعين ألفا بغير حساب:

قال الإمام أحمد: عن عطاء بن يسار أن رفاعة الجهني حدثه قال : أقبلنا مع رسول الله حتى إذا كنا بالكديد - أو قال بقديد - فذكر حديثا وفيه ثم قال : " وعدني ربي عز وجل أن يدخل الجنة من أمتي سبعين ألفا بغير حساب وإني لأرجوا أن لا يدخلوها حتى تبوؤا أنتم ومن صلح من أزواجكم وذرياتكم مساكن في الجنة "قال الضياء : وهذا عندي على شرط مسلم.
وفي مسند الإمام أحمد بن حنبل : قال حدثنا عبد الله حدثني أبي ثنا إسماعيل بن إبراهيم قال حدثنا هشام الدستوائي عن يحيى بن أبي كثير عن هلال بن أبي ميمونة عن عطاء بن يسار عن رفاعة الجهني قال : أقبلنا مع رسول الله حتى إذا كنا بالكديد أو قال بقديد فجعل رجال منا يستأذنون إلى أهليهم فيأذن لهم فقام رسول الله فحمد الله وأثنى عليه ثم قال ما بال رجال يكون شق الشجرة التي تلي رسول الله أبغض إليهم من الشق الآخر فلم نر عند ذلك من القوم الا باكيا فقال رجل ان الذي يستأذنك بعد هذا لسفيه فحمد الله وقال حينئذ أشهد عند الله لا يموت عبد يشهد أن لا إله الا الله وإني رسول الله صدقا من قلبه ثم يسدد الا سلك في الجنة * قال وقد وعدني ربي عز وجل أن يدخل من أمتي سبعين ألفا لا حساب عليهم ولا عذاب وإني لأرجو أن لا يدخلوها حتى تبوؤا أنتم ومن صلح من آبائكم وأزواجكم وذرياتكم مساكن في الجنة
تعليق شعيب الأرنؤوط : إسناده صحيح رجاله ثقات رجال الشيخين غير أن صحابيه لم يرو له سوى النسائي وابن ماجة.*
- نزول الله في السماء الدنيا في الثلث الأخير من الليل:

روى عبد الله بن بكر السهمي قال: ثنا هشام بن أبي عبد الله عن يحيى بن كثير عن هلال بن أبي ميمونة قال : ثنا عطاء بن يسار أن رفاعة الجهني حدثه قال : فكنا مع رسول الله حتى إذا كفا بالكديد - أو قال بقديد - حمد الله وأثنى عليه ثم قال : (إذا مضى ثلث الليل - أو قال ثلثا الليل - نزل الله عز وجل إلى السماء فيقول : من ذا الذي يدعوني أستجيب له ؟ من ذا الذي يستغفرني أغفر له ؟ من ذا الذي يسألني أعطيه ؟ حتى ينفجر الفجر)نزولا يليق بذاته من غير حركة وانتقال تعالى الله عن ذلك علوا كبيرا. *
وفي رواية أخرى..
حدثناه الحسين بن الحسن ويعقوب بن إبراهيم الدورقي وزياد بن أيوب قالوا : حدثنا إسماعيل بن إبراهيم قال : حدثنا هشام الدستوائي قال : حدثنا يحيى بن أبي كثير عن هلال بن أبي ميمونة عن عطاء بن يسار عن رفاعة الجهني - واللفظ لابن المبارك - قال : أقبلنا مع رسول الله حتى إذا كنا بالكديد - أو قال : بقديد - جعل رجال منا يستأذنون على أهليهم فيأذن لهم فحمد الله عز وجل وقال : خيرا وقال : إذا مضى نصف الليل - أو قال : ثلث - ينزل الله عز وجل إلى السماء الدنيا فيقول: لا أسأل عن عبادي غيري من ذا الذي يستغفرني فأغفر له ؟ من ذا الذي يدعوني فأستجيب له ؟ من ذا الذي يسألني فأعطيه ؟ حتى ينفجر الصبح.*
- صيام الرسول صلى الله علية وسلم في سفرة حتى بلغ قديد:

روى البيهقي من حديث عاصم بن علي عن الليث بن سعد عن عقيل عن الزهري اخبرني عبيد الله بن عبد الله عن ابن عباس أن رسول الله غزا غزوة الفتح في رمضان قال وسمعت سعيد بن المسيب يقول مثل ذلك لا أدري اخرج في ليال من شعبان فاستقبل رمضان أو خرج في رمضان بعد ما دخل غير أن عبيد الله بن عبد الله أخبرني أن ابن عباس قال صام رسول الله حتى بلغ الكديد الماء الذي بين قديد وعسفان أفطر فلم يزل يفطر حتى انصرم الشهر. *
حدثنا معاذ بن المثنى وعثمان بن عمر الضبي قالا : ثنا أبو الوليد الطيالسي (ح) وحدثنا يوسف القاضي ثنا سليمان بن حرب قالا : ثنا شعبة عن الحكم عن مقسم عن ابن عباس : أن النبي خرج في رمضان زمن الفتح فصام حتى إذا كان بقديد افطر وأفطر أصحابه حتى قدموا مكة واللفظ لسليمان بن حرب. *
خرج رسول الله صلى الله علية وسلم عام الفتح في شهر رمضان فصام حتى مر بقديد (بقديد : مصغرا : وهو موضع بين مكة والمدينة. النهاية [ 4 / 22 ] ب) في الطريق وذلك في نحو الظهيرة فعطش الناس وجعلوا يمدون أعناقهم وتتوق أنفسهم إليه فدعا رسول الله بقدح فيه ماء فأمسكه على يده حتى رآه الناس ثم شرب فشرب الناس.*
- الرسول يأمر بصيام يوم عاشوراء وهو بقديد:

حدثنا سحاق بن إبراهيم الدبري عن عبد الرزاق عن إسرائيل عن سماك بن حرب عن معبد القرشي قال : كان النبي بقديد فأتاه رجل فقال له النبي : أطعمت اليوم شيئا ليوم عاشوراء ؟ فقال : لا إلا أني شربت ماء قال : فلا تطعم شيئا حتى تغرب الشمس واءمرن من وراءك أن يصوموا هذا اليوم. *
- الصعب بن جثامة يهدي رجل حمار وحش للرسول صلى الله علية وسلم فيردها وهو محرم بقديد:

أخبرنا محمد بن قدامة قال حدثنا جرير عن منصور عن الحكم عن سعيد بن جبير عن بن عباس قال : أهدي الصعب بن جثامة إلى رسول الله رجل حمار وحش تقطر دما وهو محرم وهو بقديد فردها عليه. قال الشيخ الألبان: صحيح *
حدثنا عبد الله حدثني أبى ثنا عفان ثنا شعبة قال أخبرني الحكم بن عتبة قال سمعت سعيد بن جبير يحدث عن بن عباس : ان الصعب بن جثامة بني ليث من قبيلة كنانة أهدي إلى رسول الله وهو محرم بقديد عجز حمار فرده وهو يقطر دما.*
- الرسول صلى الله علية وسلم يواعد بعض أصحابه لقائهم بقديد:

حدثنا عبد الله حدثني أبي ثنا يعقوب حدثني أبي عن بن إسحاق حدثني معبد بن كعب بن مالك عن أبي قتادة الحرث بن ربعي قال : بعثنا رسول الله إلى سيف البحر في بعض عمره إلى مكة ووعدنا أن نلقاه بقديد فخرجنا ومنا الحلال ومنا الحرام قال فكنت حلالا فذكر الحديث قال وفيه هذه العضد قد شويتها وأنضجتها وأطيبتها قال فهاتها قال فجئته بها فنهسها رسول الله وهو حرام حتى فرغ منها. *
- الرسول صلى الله علية وسلم يتصدق بلحم هدي يوم الحديبية بقديد:

حدثنا فهد قال ثنا أبو بكر بن أبي شيبة قال ثنا سفيان بن عيينة عن عبيد الله بن أبي يزيد عن أبيه عن سباع بن ثابت عن أم كرز قالت : أتيت رسول الله بالحديبية أسأله عن لحوم الهدي قال أبو جعفر فذهب قوم إلى ان الهدي إذا صد عن الحرم نحر في غير الحرم واحتجوا في ذلك بهذا الحديث وقالوا لما نحر رسول الله الهدي بالحديبية إذ صد عن الحرم دل ذلك على أن لمن منع من إدخال هديه الحرم أن يذبحه في غير الحرم وخالفهم في ذلك آخرون فقالوا لا يجوز نحر الهدي إلا في الحرم وكان من حجتهم في ذلك قول الله عز وجل هديا بالغ الكعبة فكان الهدي قد جعله الله عز وجل ما بلغ الكعبة فهو كالصيام الذي جعله الله عز وجل متتابعا في كفارة الظهار وكفارة القتل فلا يجوز غير متتابع وإن كان الذي وجب عليه غير منطبق الإتيان به متتابعا فلا تبيحه الضرورة أن يصومه متفرقا فكذلك الهدي الموصوف ببلوغ الكعبة لا يجزئ الذي هو عليه كذلك وإن صد عن بلوغ الكعبة للضرورة أن يذبحه فيما سوى ذلك وكان من الحجة لهم على أهل المقالة الأولى في نحر النبي لذلك الهدي الذي نحره بالحديبية لما صد عن الحرم وتصدق بلحمه بقديد أن قوما زعموا أن نحره إياه كان في الحرم. 

## ذكر من نزل من صحابة رسول الله صلى الله علية وسلم وتابعيهم وادي قديد
```
1 -عمر بن الخطاب ينزل قديد
```

عن حزام بن هشام الكعبي عن أبيه قال رأيت عمر بن الخطاب يحمل ديوان خزاعة حتى ينزل قديدا فنأتيه بقديد فلا يغيب عنه امرأة بكر ولا ثيب فيعطيهن في أيديهن ثم يروح فينزل عسفان فيفعل مثل ذلك أيضا حتى توفي.*
عن عبد الرزاق عن بن جريج عن عبد الكريم وذكر أن قتادة المدلجي كانت له جارية فجاءت برجلين فبلغا ثم تزوجا فقالت امرأته لا أرضى حتى تأمرها بسرح الغنم فأمرها فقال ابنها نحن نكفي ما كلفت أمنا فلم تسرح أمهما فأمرها الثانية فلم تفعل وسرح ابنها فغضب وأخذ السيف وأصاب ساق ابنه فنزف فمات فجاء سراقة عمر بن الخطاب في ذلك فقال وافني بقديد بعشرين ومئة بعير فإني نازل عليكم فأخذ أربعين خلفة ثنية إلى بازل عامها وثلاثين جذعة وثلاثين حقة ثم قال لأخيه هي لك وليس لأبيك منها شيء وذكروا أنهم عذروا قتادة عند عمر فقالوا لم يتعمده إنما أراد الحدب فأخطأته فغلظ عمر ديته فجعلها شبه العمد. *
عن عبد الرزاق عن مالك عن يحيى بن سعيد عن عمرو بن شعيب أن سراقة بن جعشم أتى عمر بن الخطاب فأخبره أن رجلا منهم يدعى قتادة حذف ابنه بسيف فأصاب ساقيه فنزي منه فمات فأعرض عنه عمر فقال له سراقة لئن كنت واليا لتقبلن علينا وإن كان غيرك فأمرنا إليه قال فأقبل إليه عمر فعرض عليه الأمر فقال عمر أعدد لي بقديد عشرين ومئة فلما جاءه أخذ منها ثلاثين حقة وثلاثين جذعة وأربعين خلفة ثم قال أين أخ المقتول خذها ثم قال سمعت رسول الله يقول ليس لقاتل ميراث.
2- عثمان بن عفان وعلي بن أبي طالب ينزلان بقديد.
حدثنا عبد الله حدثني أبي ثنا هاشم بن سليمان يعنى بن المغيرة عن على بن زيد ثنا عبد الله بن الحرث بن نوفل الهاشمي قال : كان أبي الحرث على أمر من أمر مكة في زمن عثمان فأقبل عثمان إلى مكة فقال عبد الله بن الحرث فاستقبلت عثمان بالنزل بقديد فاصطاد أهل الماء حجلا فطبخناه بماء وملح فجعلناه عراقا للثريد فقدمناه إلى عثمان وأصحابه فامسكوا فقال عثمان صيد لم أصطده ولم نأمر بصيده اصطاده قوم حل فأطعموناه فما بأس فقال عثمان من يقول في هذا فقالوا على فبعث إلى علي فجاء قال عبد الله بن الحرث فكأني أنظر إلى علي حين جاء وهو يحت الخبط عن كفيه فقال له عثمان صيد لم نصطده ولم نأمر بصيده اصطاده قوم حل فأطعموناه فما بأس قال فغضب على وقال أنشد الله رجلا شهد رسول الله حين أتى بقائمة حمار وحش فقال رسول الله إنا قوم حرم فأطعموه أهل الحل قال فشهد اثنا عشر رجلا من أصحاب رسول الله ثم قال على أشهد الله رجلا شهد رسول الله حين أتى ببيض النعام فقال رسول الله إنا قوم حرم أطعموه أهل الحل قال فشهد دونهم من العدة من الإثني عشر قال فثنى عثمان وركه عن الطعام فدخل رحله وأكل ذلك الطعام أهل الماء.*
 3 - موت ابن لعبد الله بن عــباس وهـو بقـديـد :
حدثنا عبد الله ثنا أبى ثنا هارون قال أبو عبد الرحمن وسمعته أنا من هارون قال أنا بن وهب حدثني أبو صخر عن شريك بن عبد الله بن أبى نمر عن كريب مولى بن عباس عن عبد الله بن عباس : أنه مات بن له بقديد أو بعسفان فقال يا كريب انظر ما اجتمع له من الناس قال فخرجت فإذا ناس قد اجتمعوا له فأخبرته قال يقول هم أربعون قال نعم قال أخرجوه فإني سمعت رسول الله يقول ما من مسلم يموت فيقوم على جنازته أربعون رجلا لا يشركون بالله شيئا الا شفعهم الله فيه. *
```
4 - عبد الله بن عمر يشتـري هـدياً من قديـد :
```

حدثنا عبد الله حدثني أبي ثنا عبد الرزاق سمعت عبيد الله بن عمر وعبد العزيز بن أبي رواد يحدثان عن نافع قال : خرج بن عمر يريد الحج زمان نزل الحجاج بابن الزبير فقيل له ان الناس كائن بينهم قتال وأنا نخاف ان يصدوك فقال { لقد كان لكم في رسول الله أسوة حسنة } إذن أصنع كما صنع رسول الله أشهدكم أني قد أوجبت عمرة ثم خرج حتى إذا كان بظهر البيداء قال ما شأن العمرة والحج إلا واحد أشهدكم أني قد أوجبت حجا مع عمرتي وأهدى هديا اشتراه بقديد فانطلق حتى قدم مكة فطاف بالبيت وبين الصفا والمروة لم يزد على ذلك ولم ينحر ولم يحلق ولم يقصر ولم يحلل من شيء كان احرم منه حتى كان يوم النحر فنحر وحلق ثم رأى ان قد قضى طوافه للحج والعمرة ولطوافه الأول ثم قال هكذا صنع رسول الله . *
حدثنا أبو بكر قال حدثنا علي بن مسهر عن عبيد الله بن عمر عن نافع عن بن عمر أنه أقام بمكة ثم خرج يريد المدينة حتى إذا كان بقديد بلغه أن جيشا من جيوش الفتنة دخلوا المدينة فكره أن يدخل عليهم فرجع إلى مكة فدخلها بغير إحرام. *
 5 - نفور البعير بالسيدة عائشة ا بقـديد :
ذكر فيه أن رسول الله : أتى بيت أبي بكر في الظهيرة : قالت عائشة : وفي البيت أنا وأختي أسماء فقال أخرج من معك فقال أبو بكر : إنما هما بنتاي يا رسول الله وقال في جامع البخاري : إنما هم أهلك يا رسول الله وذلك أن عائشة قد كان أبوها أنكحها من قبل ذلك وكذلك روي عن أمها أم رومان بنت عامر بن عويمر ويقال في اسم أبيها : رومان بفتح الراء أيضا فقال ابن إسحق في غير رواية ابن هشام في حديث طويل ثابت اختصرته : إن أبا بكر حين هاجر مع رسول الله خلف بناته بمكة فلما قدموا المدينة أرسل رسول الله زيد بن حارثة وأبا رافع مولاه وأرسل أبو بكر عبد الله بن أريقط الديلي وأرسل معهم خمسمائة درهم فاشتروا بها ظفرا بقديد ثم قدموا مكة فخرجوا بسودة بنت زمعة وبفاطمة وبأم كلثوم. قالت عائشة : وخرجت أمي معهم ومع طلحة بن عبيد الله مصطحبين فلما كنا بقديد نفر البعير الذي كنت عليه أنا وأمي : أم رومان في محفة فجعلت أمي تنادي : وابنيتاه واعروساه ! ! وفي رواية يونس عن ابن إسحق وفيه قالت عائشة : فسمعت قائلا يقول ولا أرى أحدا ألقى خطامه فألقيته من يدي فقام البعير يستدير به كأن إنسانا تحته يمسكه حتى هبط البعير من الثنية فسلم الله فقدمنا على رسول الله وهو يبني المسجد وأبياتا له فنزلت مع أبي بكر ونزلت سودة بنت زمعة في بيتها فقال أبو بكر : ألا تبني بأهلك يا رسول الله فقال : لولا الصداق قالت : فدفع إليه ثنتي عشرة أوقية ونشا والنش : عشرون درهما وذكرت الحديث. ورواه ابن أبي الزناد عن هشام بن عروة عن أبيه عن عائشة. *
6 - عمر بن عبد العزيز قدم قديد.
عن حزام بن هشام الخزاعي قال أن عمر بن عبد العزيز قدم قديدا فأرسل إلى أبي ببغلة فركب نحوه وذهبت معه حتى قدم على عمر بن عبد العزيز فسأله عمر اين ترانا من القوم قال كل يعمل على شاكلته قال على ذاك اخبرني قال هل كنت لو انك خليفة تقبل تسير مع القوم على رواحلهم ليس امامك حرس ولا وراءك حتى يبلغوا منزلا فينزلوا به أما لصلاة واما لموضع طهور فتنيخ راحلتك كما ينيخها القوم وحال رحلك كما يحله القوم ومفترش إلى رحلك كما يفترش القوم ومقيد راحلتك كتقييد القوم ثم قال لحاجته فإذا راحلة رجل من القوم قد جمع بين وظيفتها فخالس إليها فمر حتى قيدها ثم راجع إلى القوم يعرفون الغضب في وجهك ثم قال يظل احدكم على قلب دابته حتى إذا حان رزقها جمع بين عظمين من عظامها بئس والله ما تصنعون فأنا والله رأيت عمر بن الخطاب يصنع هذا.

## موضع صنم مناة في وادي قديد
مناة هذه التي ذكرها الله في سورة النجم {ومناة الثالثة الأخرى} ([2]) كانت تعظمها قبيلتا الأوس والخزرج وكانت جميع قبائل العرب والحجاز خصوصا تعظمها، فلم تزل على ذلك حتى خرج الرسول من المدينة سنة 8 هـ وبعث علي بن أبي طالب إليها فهدمها، وأخذ ما كان لها وأقبل بها إلى رسول الله، وكانت الأزد وغسان يهللون له ويحجون إليه، وكان أول من نصبه عمرو بن لحيّ الخزاعي. وتشير المصادر بأنه هو أول من أدخل عبادة الأصنام إلى الجزيرة العربية، فكانت مناة أقدم هذه الأصنام، وكان الأوس والخزرج هم الأكثر تعظيماً لهذا الصنم).
وتبعد مناة عن قديد عشرة كيلومترات تقريباً وفيها يتربع مناة على ربوة يرتفع منسوبها عن البحر قرابة خمسة وعشرين متراً، ويمكن للناظر ليلاً أن يرى منها ميناء ثول، وميناء القضيمة، حيث لا توجد حواجز طبيعية تحجز الرؤية عن البحر، وتشرف جروف حرّة القديدية (المشلل) على هذا الموقع من ارتفاع يعلو الموقع بنحو 75 متراً، ويبدو أن هذا الجرف الصخري البازلتي كان يستخدم في السابق مرشداً للمسافرين ليساعدهم على تحديد موقع مناة بدقة.
ولمن يريد الوصول إلى هذا الموقع اليوم، عليه أن يسلك طريقاً ترابياً ممهداً يسير إلى جهة الشمال من طريق الهجرة، ويتوقف عند البرج الكهربائي الذي يحمل رقم [ 107 ] أو [401 = F5 ]، فقد حل هذا البرج مكان مناة، ويتربع البرج على ربوة دائرية الشكل، يوحي توزع الحجارة البازلتية حولها، بأنها كانت تلتف حولها على شكل حلقات، ولم يتم التأكد بأن هذه الربوة طبيعية أم من صنع عُبّاده. ([3])
والمشلل : بالضم ثم الفتح وفتح اللام أيضاً، والشل الطرد: وهو جبل يُهبَط منه إلى قديد من ناحية البحر.
وينقل البلادي عن البكري أن : المشلل ثنية مشرفة على قديد، وبالمشلل دفن مسلم بن عقبة، قائد يزيد بن معاوية، الذي استباح المدينة ثلاثة أيام فيما يعرف بيوم الحرّة، وبعد دفنه، نبش قبره، ثم صلب هناك.
وإلى الغرب من موقع مناة بنحو 4 كم، يعتقد أهل المنطقة بأن يوجد موقع خيمة أم معبد التي مر بها الرسول صلى الله علية وسلم في هجرته مع أبي بكررضي الله عنة.

## لقاء وفد قبيلة بني سليم الرسول بقديد
قدم على رسول الله رجل من بني سليم يقال له قيس بن نشبة فسمع كلامه وسأله عن أشياء فأجابه ووعى ذلك كله، ودعاه رسول الله إلى الإسلام فأسلم ورجع إلى قومه بني سليم فقال سمعت ترجمة الروم وهيمنة فارس وأشعار العرب وكهانة الكهان وكلام مقاول حمير فما يشبه كلام محمد شيئا من كلامهم، فأطيعوني وخذوا بنصيبكم منه، فلما كان عام الفتح خرجت بنو سليم فلقوا رسول الله بقديد وهم سبع مائة ويقال كانوا ألفا وفيهم العباس بن مرداس وجماعة من أعيانهم فأسلموا وقالوا اجعلنا في مقدمتك واجعل لواءنا احمر وشعارنا مقدما ففعل ذلك بهم، فشهدوا معه الفتح والطائف وحنينا.

## وصف وادي قديد على لسان أبو زبيد الطائي
أخبرنا أبو خليفة أخبرنا محمد بن سلام أخبرنا أبو الغراف قال كان أبو زبيد الطائي من زوار الملوك ولملوك العجم خاصة، وكان عالما بسيرهم وكان عثمان بن عفان يقربه على ذلك ويدنيه ويدني مجلسه وكان نصرانيا، فحضر ذات يوم عثمان وعنده المهاجرون والأنصار فتذاكروا مآثر العرب وأشعارها فالتفت عثمان إلى أبي زبيد واسمه حرملة بن المنذر، فقال يا أخا تبع المسيح أسمعنا بعض قولك فقد أنبئت أنك تجيد فأنشده قصيدته التي يقول فيها:
```
(من مبلغ قومي النائين إذ شحطوا... أن الفؤاد إليهم شيق ولع)
```

ووصف فيها الأسد فقال عثمان تالله تفتأ تذكر الأسد ما حييت والله إني لأحسبك جبانا هدانا فقال كلا يا أمير المؤمنين ولكني رأيت منه منظرا وشهدت منه مشهدا لا يبرح ذكره يتجدد في قلبي ومعذور أنا يا أمير المؤمنين غير ملوم، فقال عثمان : وأنى كان ذلك قال خرجت في صيابة أشراف من أفناء قبائل العرب ذوي هيئة وشارة حسنة ترتمي بنا المهارى بأكسائها ونحن نريد الحارث بن أبي شمر الغساني ملك الشام فاخروط بنا المسير في حمارة القيظ حتى إذا عصبت الأفواه وذبلت الشفاه وشالت المياه وأذكت الجوزاء المعزاء وذاب الصيهد وصر الجندب وضاف العصفور الضب في جحره أو قال في وجاره قال قائلنا يا أيها الركب غوروا بنا في ضوج هذا الوادي وإذا واد قديد يمتنا كثير الدغل دائم الغلل شجراؤه مغنة وأطياره مرنة فحططنا رواحلنا في أصول دوحات كنهبلات فأصبنا من فضلات المزاود وأتبعناها الماء البارد فأنا لنصف حر يومنا ذلك ومماطلته إذ صر أقصى الخيل أذنيه وفحص الأرض بيديه، فو الله مالبث أن جال ثم حمحم فبال وفعل فعله الذي يليه واحدا فواحدا فتضعضعت الخيل وتكعكعت الإبل وتقهقرت البغال فمن نافر بشكاله وناهض بعقاله فعلمنا أن قد أتينا وأنه السبع ففزع كل امرئ منا إلى سيفه فاستله من جربانه ثم وقفنا رزدقا فأقبل يتظالع من بغيه كأنه مجنوب أو في هجار لصدره نحيط ولبلاعيمه غطيط ولطرفه وميض ولأرساغه نقيض كأنما يخبط هشيما وإنما يطأ صريما فإذا هامة كالمجن وإذا خد كالمسن وعينان سجراوان كأنهما سراجان يقدان وقصرة ربلة ولهزمة رهلة وكتد مغبط وزور مفرط وساعد مجدول وعضد مفتول وكف شثنة البراثن إلى مخالب كالمحاجن فضرب بيديه فأرهج وكشر فأفرج عن أنياب كالمعاول مصقولة غير مفلولة وفم أشدق كالغار الأخرق ثم تمطى فأشرع بيديه وحفز وركيه برجليه حتى صار ظله مثليه ثم أقعى فاقشعر ثم تميل فاكفهر ثم تجهم فازبأر فلا والذي بيته في السماء ما انفيناه إلا بأول أخ لنا من بني فزارة كان ضخم الجزارة فوقصه ثم نفضه نفضه فقضقض متنيه ثم جعل يلغ في دمه فذمرت أصحابي فبعد لأي ما استقدموا فهجهجنا به فكر مقشعرا بزبرة كأن بين كتفيه شيهما حوليا فاختلج رجلا أعجر ذا حوايا فنفضه نفضة تزايلت مفاصله ثم نهم ففرفر ثم زفر فبربر ثم زأر فجرجر ثم لحظ فوالله لخلت البرق يتطاير من تحت جفونه من عن شماله ويمينه فأرعشت الأيدي واصطكت الأرجل وأطت الأضلاع وارتجت الأسماع وحمجت العيون ولحقت البطون وانخزلت المتون وساءت الظنون فقال عثمان اسكت قطع الله لسانك فقد رعبت قلوب المؤمنين *.